# Thorsten Hemberg
För botanikern med samma namn, se Torsten Hemberg
Nils Thorsten Hemberg, född 3 april 1919 i London, död 2 maj 1992 i Alingsås, Hemsjö församling, i dåvarande Älvsborgs län, var en svensk ingenjör. 

## Karriär
Efter examen vid Chalmers tekniska högskola (CTH) 1941 anställdes han samma år vid Svenska Fläktfabriken i Göteborg och därefter vid Svensk flygmotor AB Trollhättan 1941–1942. Han var förste assistent vid CTH 1942–1944 och tillförordnad professor i ångteknik vid där 1944–1945. Han gick sedan över till Svenska maskinverken i Södertälje där han var anställd 1945–1948, varpå han blev experimentingenjör vid Odag Adliswil Schweiz 1948 och sedan planeringsingenjör vid CTH 1948–1949.
Han återvände till Svensk flygmotor AB och var projektingenjör där 1949–1952, han var chef för ritkontorets maskinavdelning på Uddevallavarvet 1952–1957, assistent åt tekniske direktören där 1957–1960, vice VD 1960–1964 och direktör 1964–1967. Han var ägare och chef för Firma Thorsten Hemberg konsult- och agenturverksamhet för industri- och sjöfart som år 1990 övergick i Hemberg & Hemberg AB.

## Familj
Thorsten Hemberg var son till skeppsmäklare Nils A Hemberg och lva, ogift Sjödin. Hans farfar, handlanden Anton Hemberg var bror till kontraktsprosten Johan Hemberg i Skövde.
Han var från 1954 gift med Margit Edström (född 1930), dotter till landsfiskal E R Edström och hans hustru Signe Edström. De fick barnen Elisabeth 1955, Catharina 1958 och Erik 1963.